# Marcha Real
Marcha Real é o hino nacional da Espanha. É um dos raros hinos nacionais que não contém letra (os outros são os da Bósnia e Herzegovina e San Marino). Foi documentado primeiramente em 1761 e adaptado  diversas vezes, sendo promulgado pela última vez em 1997.

## História
Bartolomé Pérez Casas em 1908 foi convidado pelo rei Afonso XIII a fazer uma harmonização da Marcha Real. O compositor registrou a obra como sua em 1931 e, quando em 1942, os seus arranjos foram considerados a versão oficial do hino nacional espanhol, começou a receber os respetivos direitos de autor.
Cada vez que o hino nacional espanhol é reproduzido, seja numa cerimónia oficial com os reis, num estádio de futebol, na televisão ou como toque de telemóvel, 5% da verba referente aos direitos de exploração vai para seis elementos da família Andrés. Em 1997, o Estado pagou 130 milhões de pesetas (cerca de 780 mil euros) a esta família pela titularidade da Marcha Real, mas no acordo ficou estabelecido que até a obra entrar no domínio público continuam a receber 5%.

## Letra
Hoje em dia o hino nacional da Espanha não tem letra, embora já tenham sido propostas inúmeras "letras", inclusive algumas com certa aceitação.
A última letra foi escrita em 1928, mas por ter sido, embora erroneamente, confundida com o regime franquista (cujo nome foi mudado para ¡Viva España!), foi abandonada no final do governo de Francisco Franco. Em 2007 o Comitê Olímpico Espanhol promoveu um concurso para escrever uma letra não oficial para o hino, ganho por Paulino Cubero, um desempregado manchego de 52 anos.

## ¡Viva España!
Letra de José María Pernán escrita em 1928, portanto, antes do regime franquista. É o hino mais conhecido.
¡Viva España!
Alzad los brazos hijos del pueblo español
Que vuelve a resurgir (bis)
Gloria a la patria que supo seguir
Sobre el azul del mar el caminar del sol (bis)
¡Triunfa España!
Los yunques y las ruedas cantan al compás
Del himno de la fe (bis)
Juntos con ellos cantemos de pie
La vida nueva y fuerte del trabajo y paz (bis)
¡Viva España!
Alzad los brazos hijos del pueblo español
Que vuelve a resurgir(bis)
Gloria a la patria que supo seguir
Sobre el azul del mar el caminar del sol (bis)
:Em Português
Viva Espanha!
Levantai os braços filhos do povo espanhol
Que volta a ressurgir (bis)
Glória a pátria que soube seguir
Sobre o azul do mar o caminhar do sol (bis)
Triunfa Espanha!
As bigornas e as rodas cantam o princípio
Do hino da fé (bis)
Juntos com eles cantemos de pé
A vida nova e forte do trabalho e paz
Viva a Espanha!
Levantai os braços filhos do povo espanhol
Que volta a ressurgir (bis)
Glória a pátria que soube seguir
Sobre o azul do mar o caminhar do sol (bis)

## Versão com letra de Paulino Cubero
Espanhol
¡Viva España!
Cantemos todos juntos
con distinta voz
y un solo corazón.
¡Viva España!
Desde los verdes valles
al inmenso mar,
un himno de hermandad.
Ama a la Patria
pues sabe abrazar,
bajo su cielo azul,
pueblos en libertad.
Gloria a los hijos
que a la Historia dan
justicia y grandeza
democracia y paz.
Português:
Viva Espanha!
Vamos cantar juntos
com voz diferente
e um só coração.

Viva Espanha!
Dos vales verdes
ao imenso mar,
um hino da irmandade.

Ama a pátria
pois sabe abraçar,
sob seu céu azul,
povos em liberdade.

Glória aos filhos
que à História dão
justiça, grandeza,
democracia e paz.